# Omofório
Omofório (do grego ōmophórion,  da junção do prefixo grego ōmo-, que significa "ombro" com o sufixo -phorion do grego tardio, derivado do grego  phérein "carregar", significando "que cobre/se carrega sobre os ombros") é uma vestimenta litúrgica usada por bispos das igrejas seguidoras do rito oriental. É uma faixa de tecido, originalmente lã, decorada com cruzes e vestida pelos bispos abaixo do pescoço, à volta dos ombros durante os rituais litúrgicos.

## Simbologia

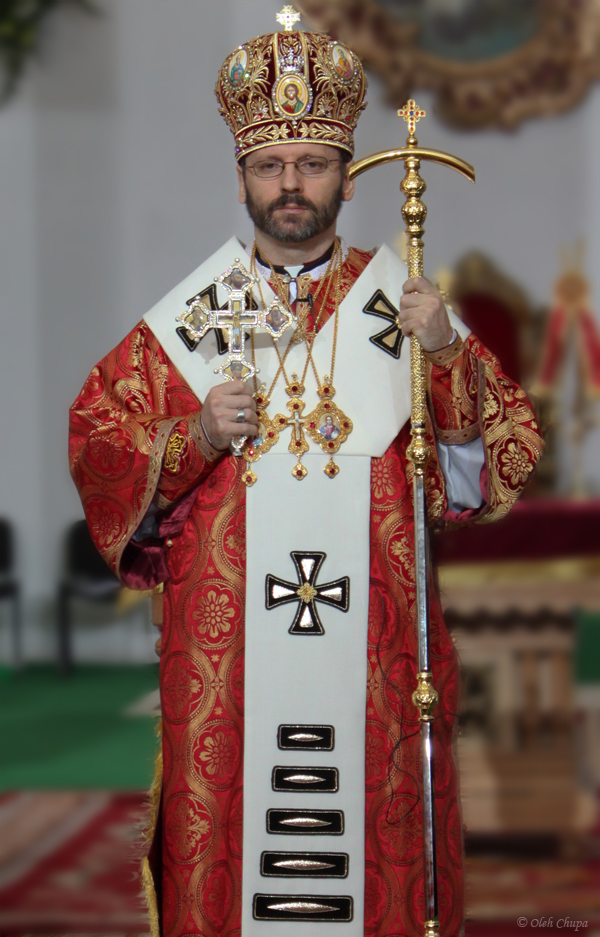
Arcebispo maior Sviatoslav Shevchuk da Igreja Greco-Católica Ucraniana. As cinco barras horizontais em seu omofório representam sua posição como cabeça de uma igreja do Rito Oriental

É o correspondente, nas igrejas do rito oriental, ao pálio do rito latino. Entretanto, ao contrário do pálio, que só pode ser vestido por arcebispos, o omofório é usado por todos os bispos. Por ser uma faixa, difere do pálio moderno, que é uma vestimenta circular posta sobre os ombros, mas assemelha-se ao pálio romano original. Notadamente, o omofório foi provavelmente a origem do pálio.
O omofório faz parte da simbologia do Bom Pastor, ao representar a ovelha perdida tomada sobre os ombros. É um símbolo da autoridade espiritual do bispo. Usualmente, quando se quer dizer que determinada instituição (paróquia, monastério, clérigo etc.) está sob jurisdição de determinado bispo ou episcopado, fala-se que a tal instituição está sob o omofório do bispo.

## Origens
Isidoro de Pelúsio dá testemunho de que o omofório já era utilizado como vestimenta litúrgica episcopal por volta de 400. Feito de lã, o omofório já representava à época o dever pastoral do bispo. Um livro alexandrino intitulado "Crônicas do Mundo", do século V, já apresentava o omofório em suas miniaturas. A tábua de mármore de Trier também representa a veste, assim como afrescos dos séculos VII e VIII. Nestes afrescos, os omofórios representados são basicamente idênticos aos atuais.
Várias teorias foram propostas para a origem do omofório. Provavelmente o omofório episcopal originou-se do omofório civil, uma vestimenta de uso geral da Antiguidade Clássica. Os bispos podem ter introduzido uma nova vestimenta litúrgica, dando-lhe o nome de omofório. Também é possível que os bispos tenho adotado o omofório como um ornamento comum, sem significado especial que, com o tempo, associou-se à ideia do episcopado e, por fim, adquiriu o papel de um emblema episcopal.

## Galeria

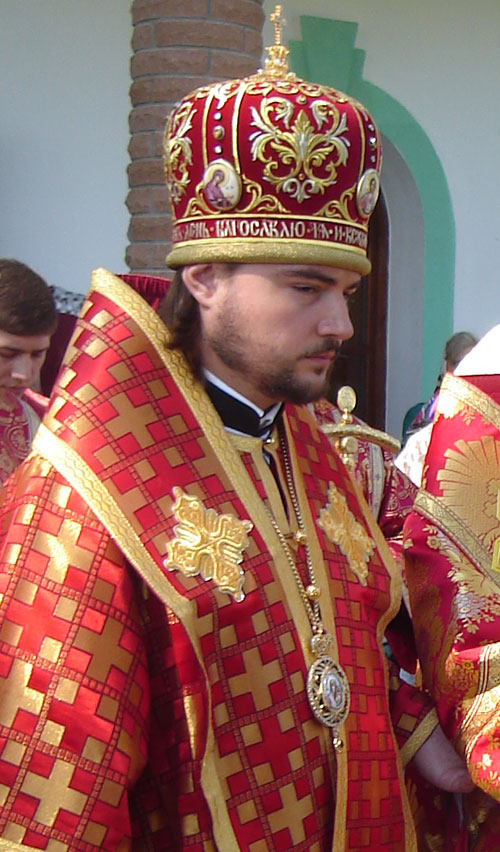
Bispo Alexander (Dabrynko) da Igreja Ortodoxa Ucraniana utilizando omofório e felônio
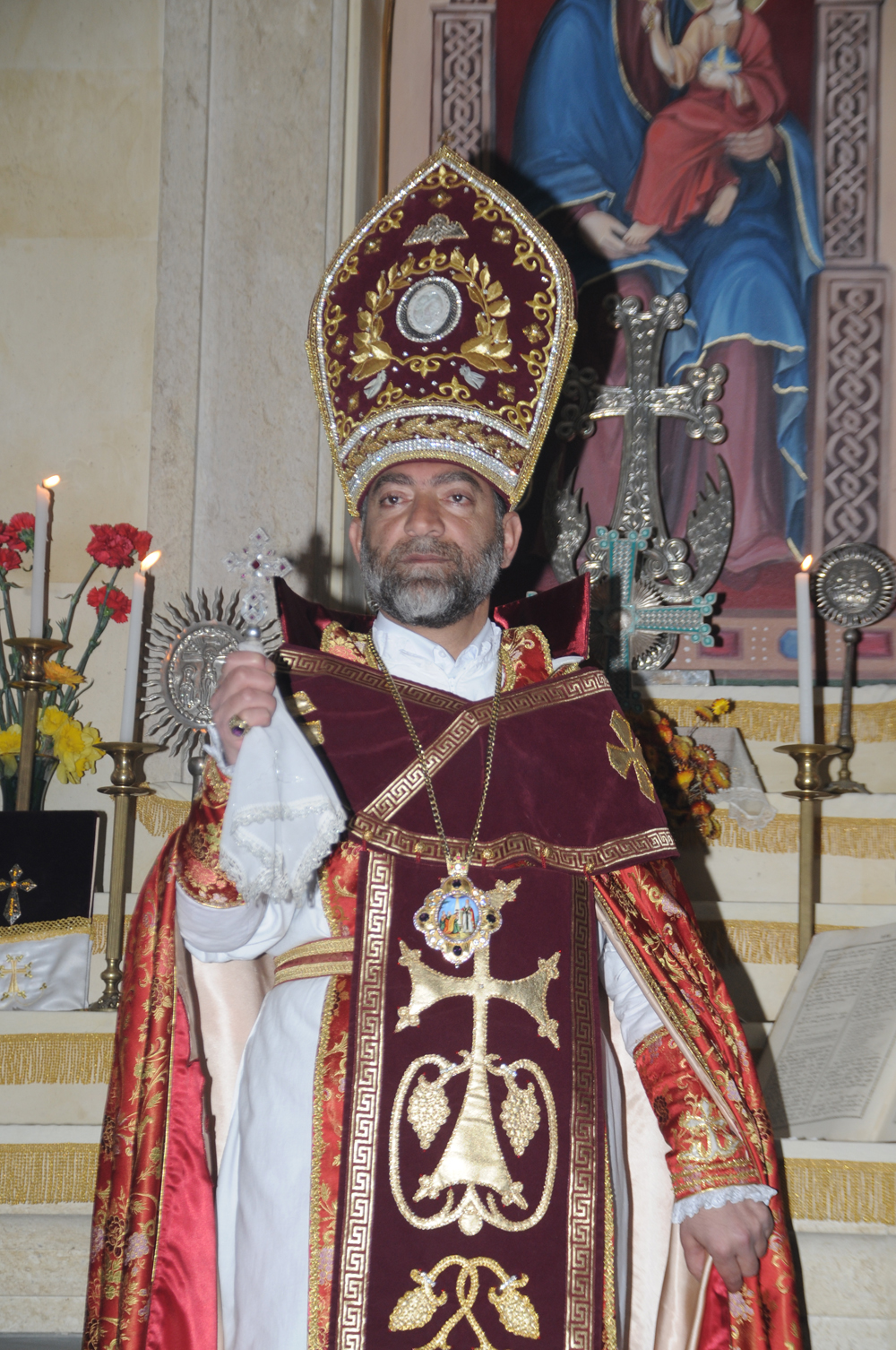
Bispo Sebouh Chouldjian da Igreja Apostólica Armênia com um omofório roxo
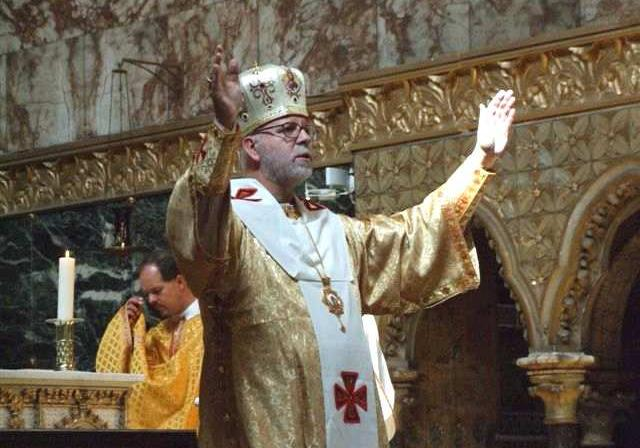
Bispo Paul Patrick Chomnycky da Igreja Ortodoxa Ucraniana, utilizando omofório branco com cruzes vermelhas na Catedral Ucraniana da Sagrada Família em Exile, Londres
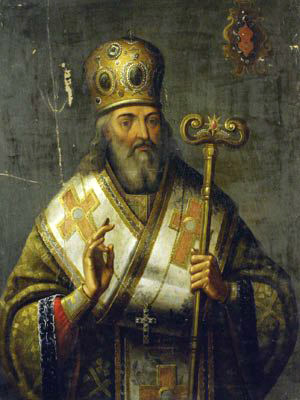
Bispo Dionísio (Balaban), metropolita de Kiev entre 1657 e 1663, utilizando omofório branco com cruzes douradas
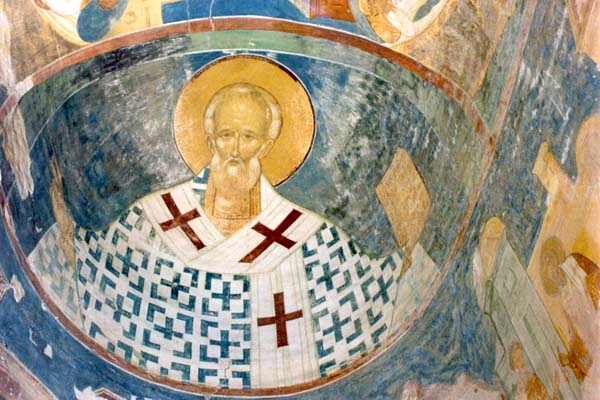
Afresco de Dionísio, o Sábio representando um bispo com omofório branco
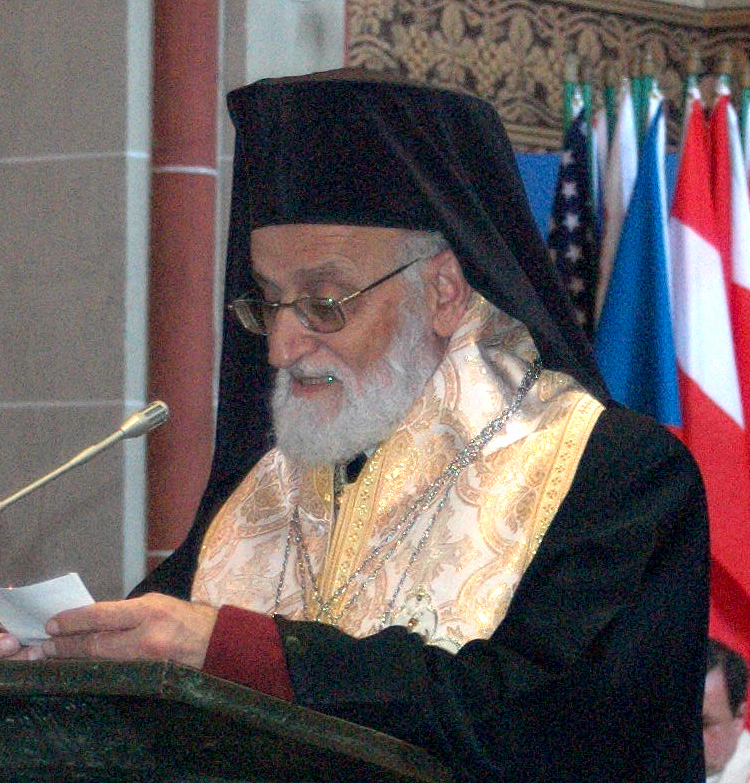
Patriarca Gregório III Laham da Igreja Greco-Católica Melquita
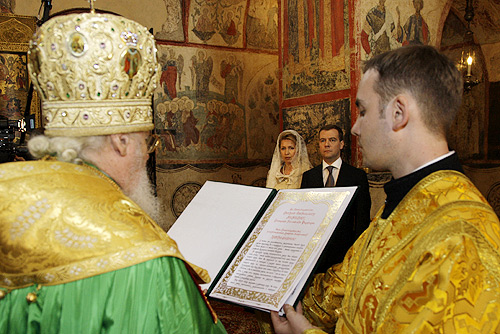
Patriarca Aleixo II de Moscou da Igreja Ortodoxa Russa, utilizando omofório dourado durante a posso e de Dmitri Medvedev
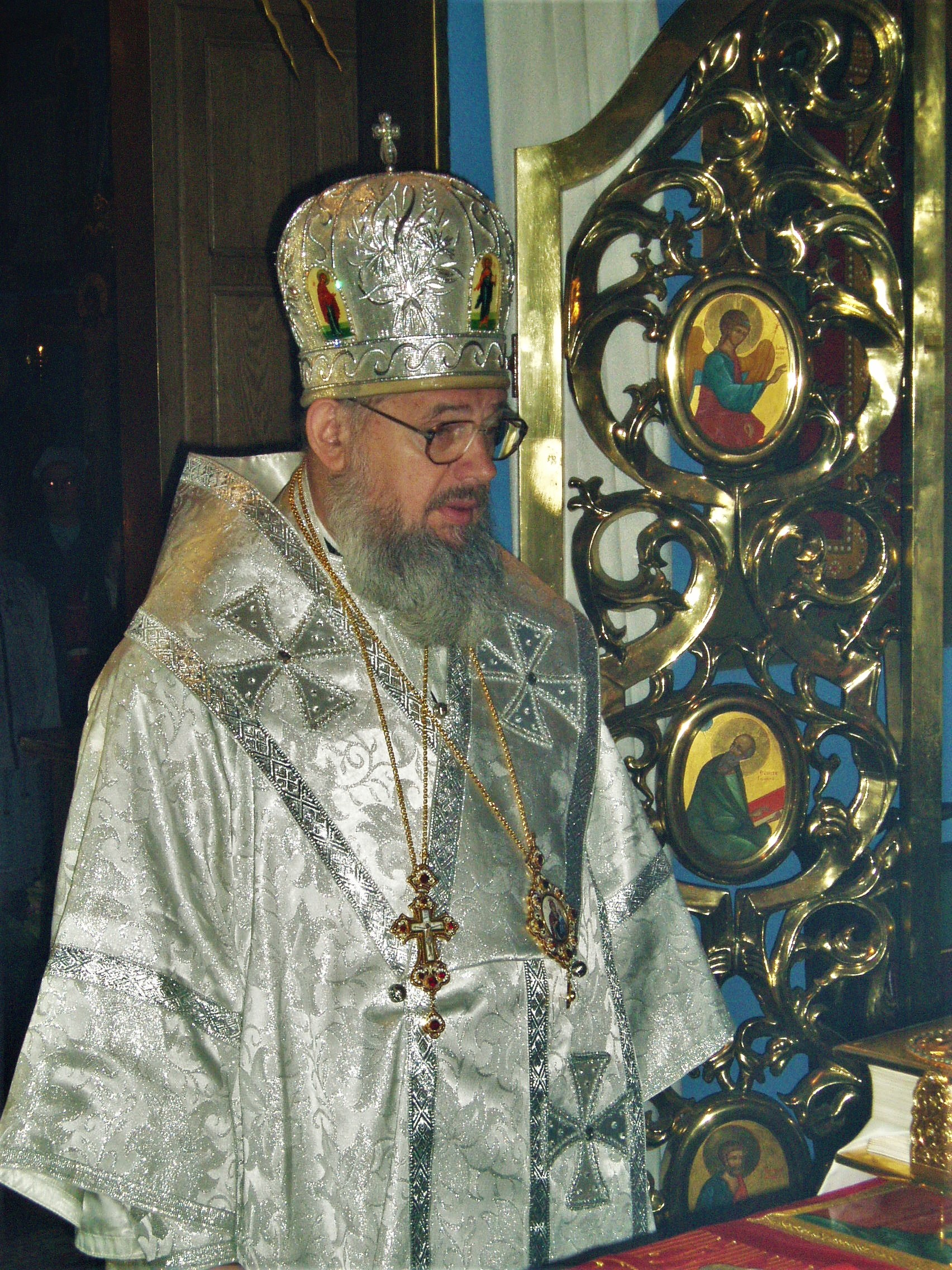
Arcebispo Jeremiasz Anchimiuk da Igreja Ortodoxa Polonesa com omofório prateado
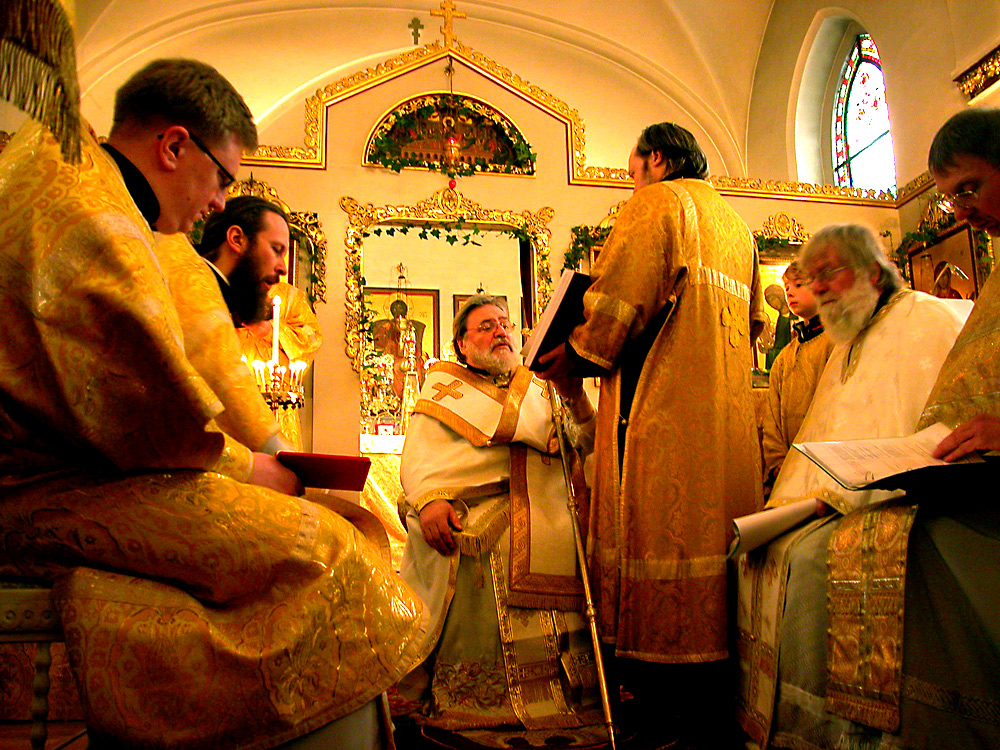
Bispo da Igreja Ortodoxa Russa em Duesseldorf utilizando omofório dourado durante Liturgia de São Jaime
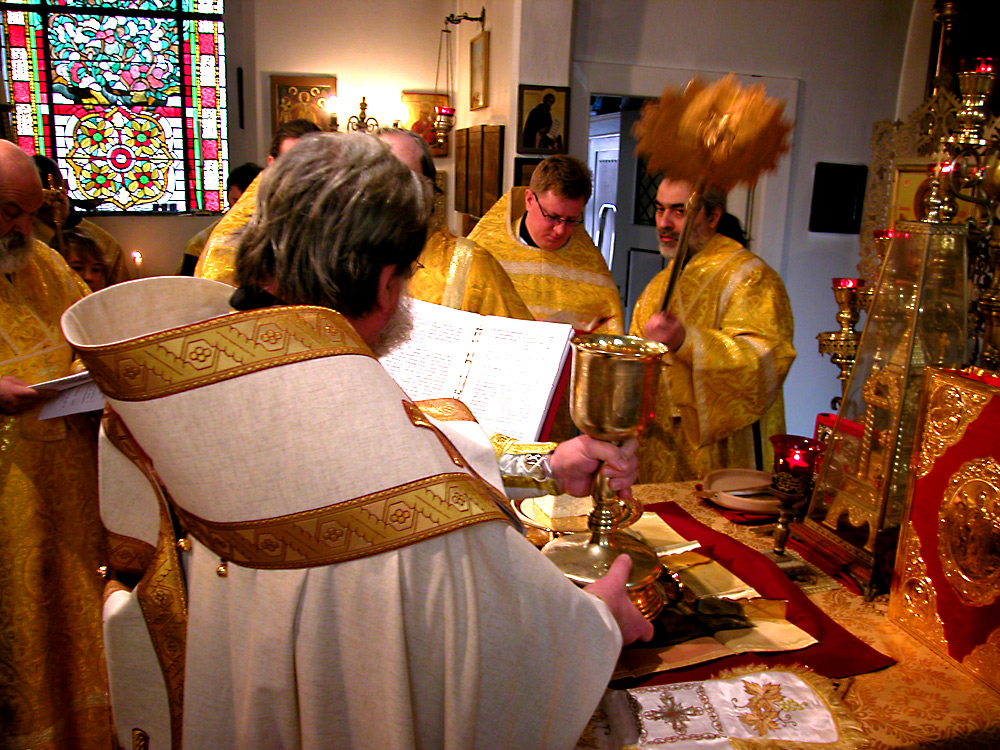
Bispo da Igreja Ortodoxa Russa em Duesseldorf utilizando omofório dourado durante Liturgia de São Jaime, visto por trás
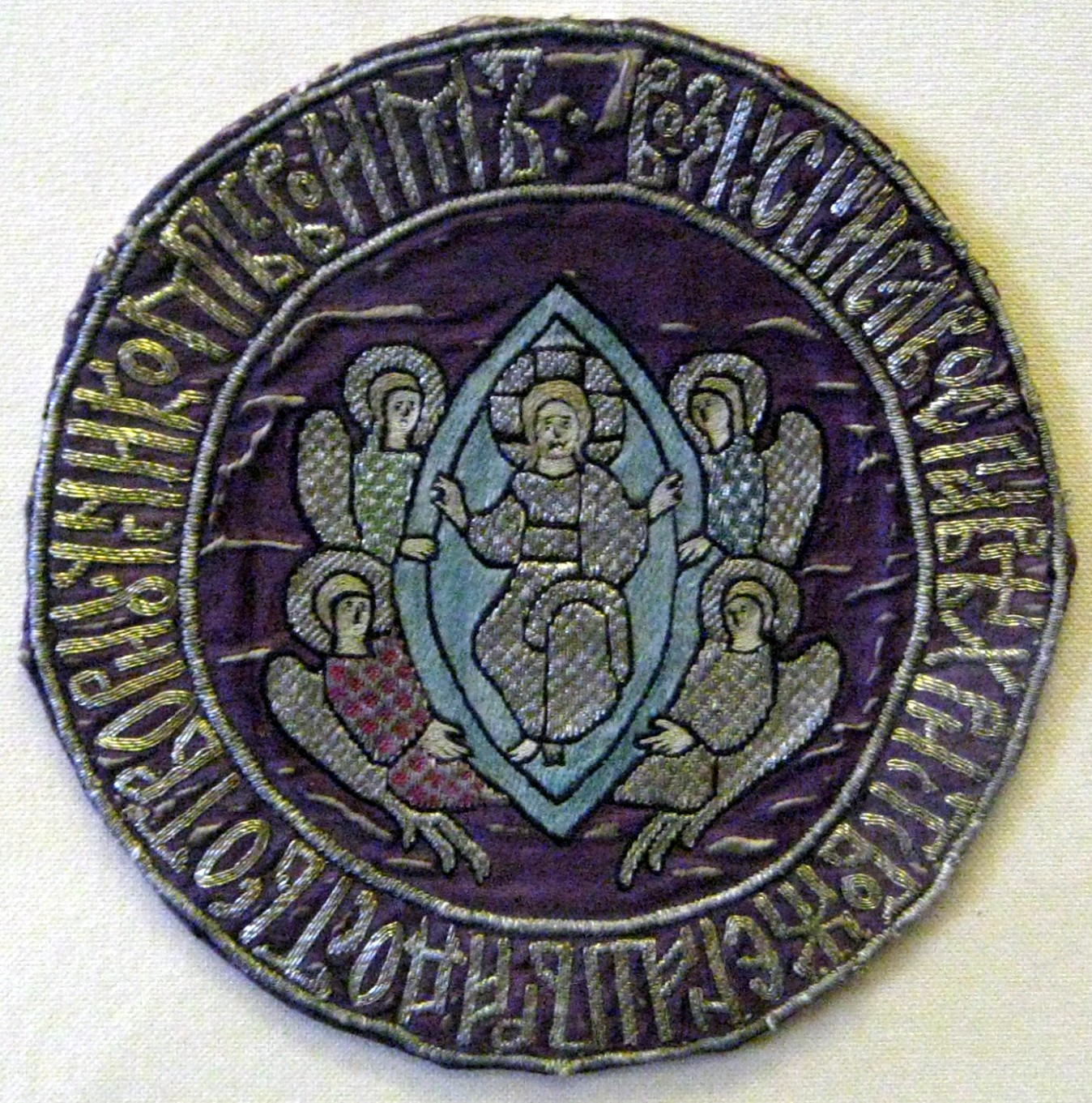
Detalhe de um omofório russo
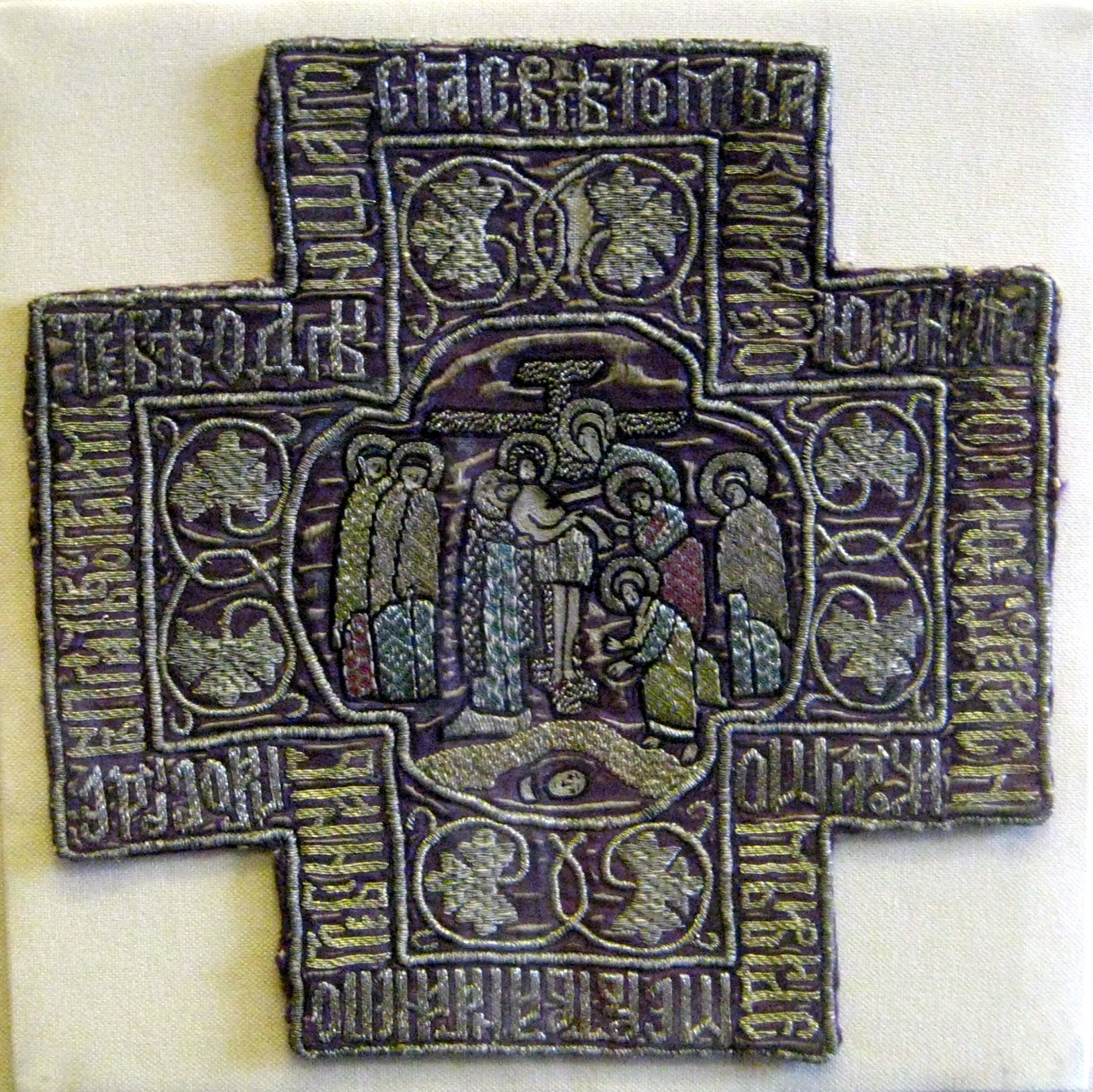
Detalhe de um omofório russo
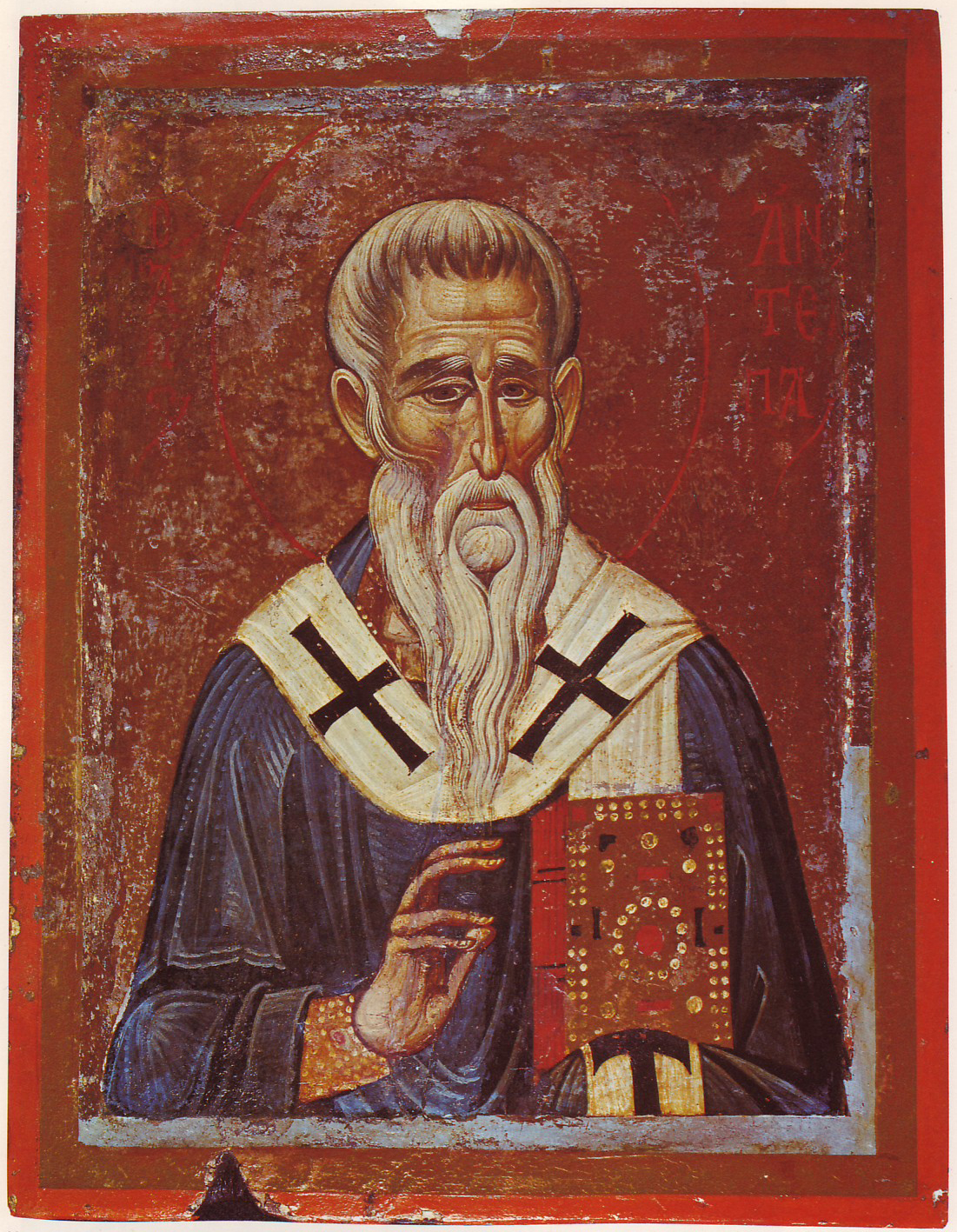
Ícone de Antipas de Pérgamo utilizando omofório branco com cruzes
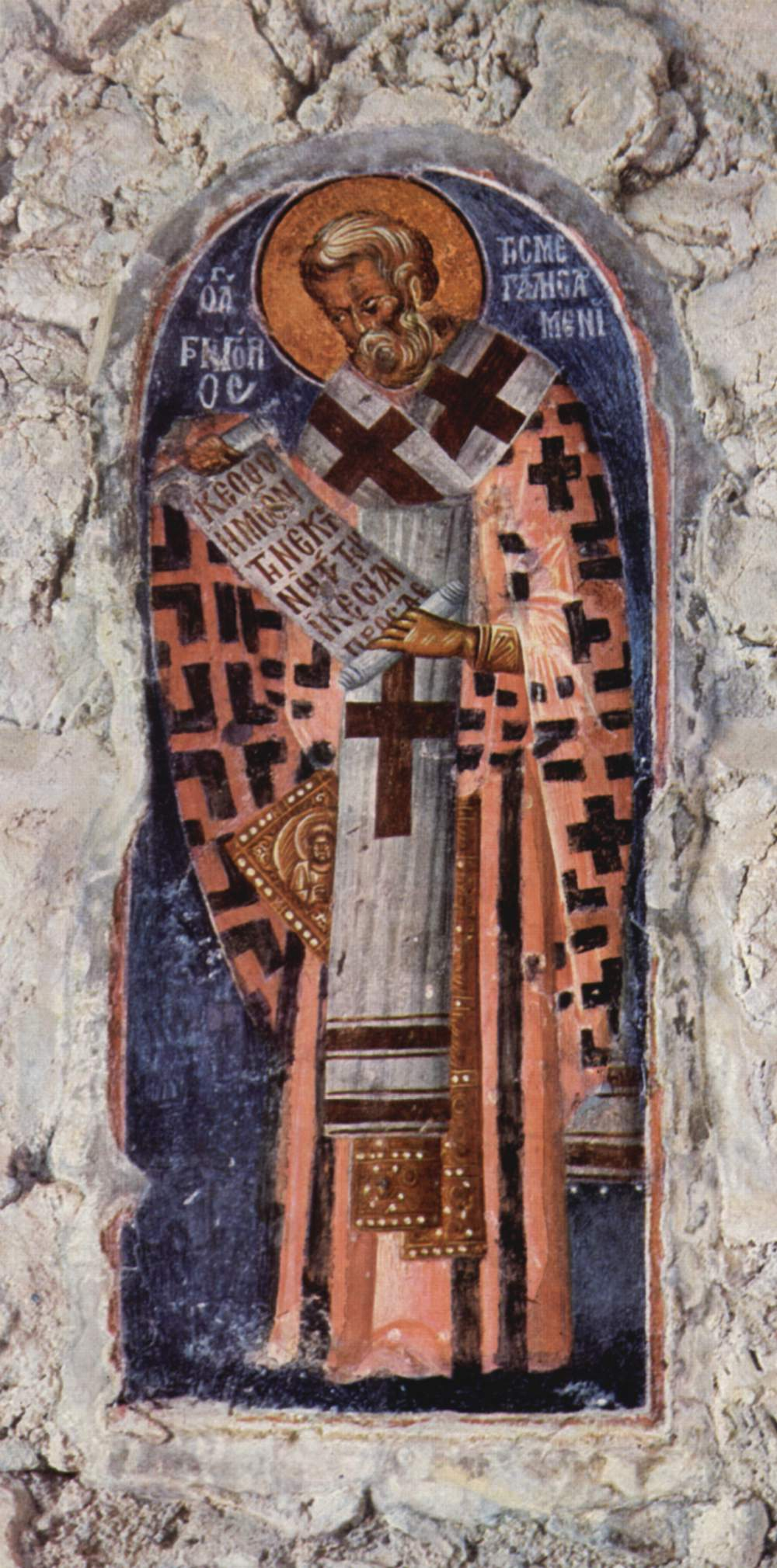
Ícone em um afresco do século XIV, representando São Gregório utilizando o omofório sobre o felônio
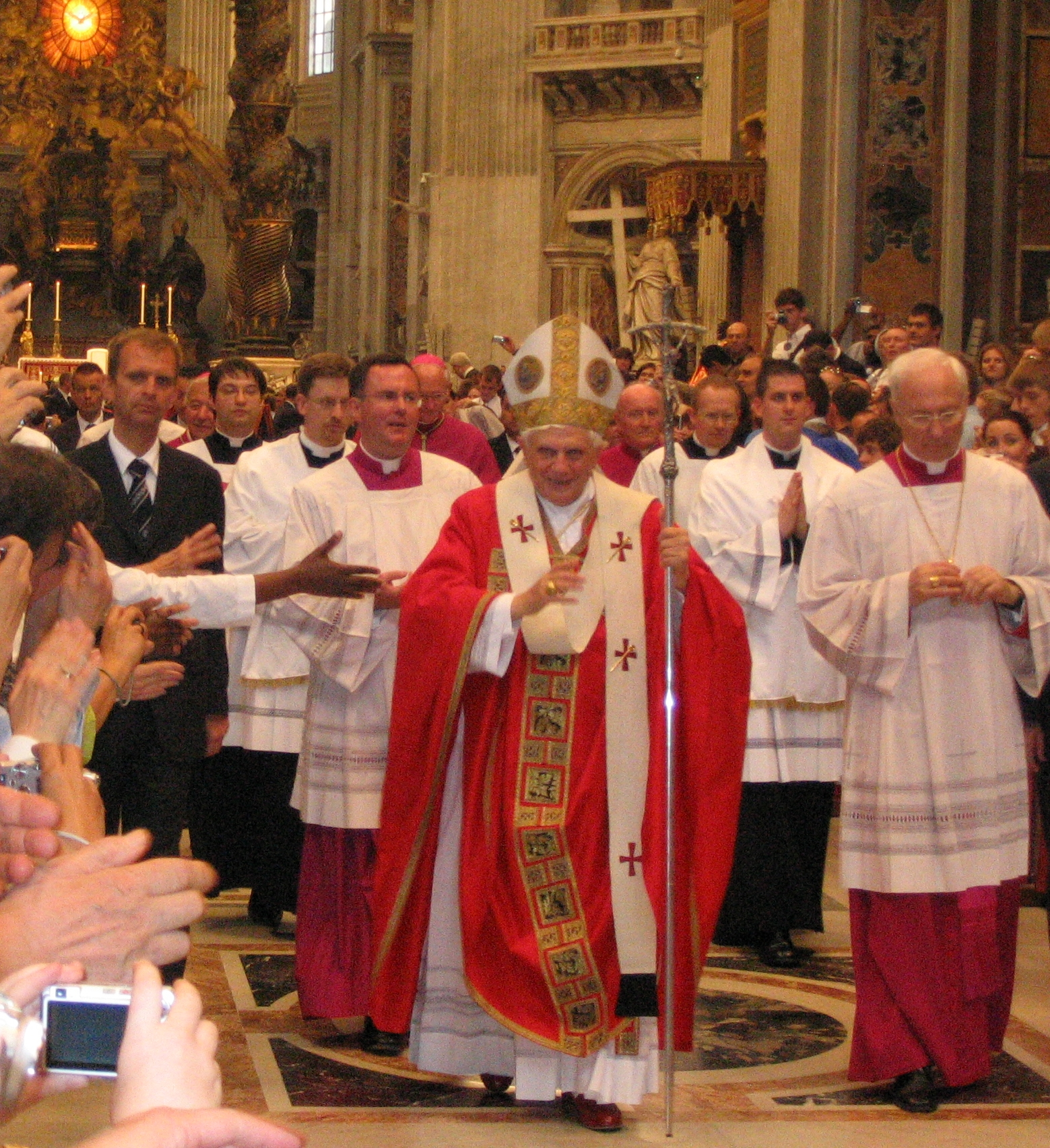
Papa Bento XVI utilizando o pálio omofório sobre a casula